# Psammasellus capitatus
Psammasellus capitatus är en kräftdjursart som beskrevs av Pedro Ivo Soares Braga 1968. Psammasellus capitatus ingår i släktet Psammasellus och familjen sötvattensgråsuggor. Inga underarter finns listade i Catalogue of Life.